# 수박도
수박도(手搏道)는 황기와 그의 후계자인 황현철, 그리고 세계무덕관의 회원단체에서 인증한 강사들이 창시하고 가르치는 무도이다. 이 무술은 원래 한국의 고대 무술이었다. 황기는 '수박도'의 영향으로 무덕관을 탄생시켰다.

## 같이 보기
- 무덕관
- 당수도